# Heros severus
Heros severus Heckel, 1840 è un pesce di acqua dolce appartenente alla famiglia Cichlidae ed alla sottofamiglia Cichlasomatinae.

## Distribuzione e habitat
È una specie tipica di acque torbide e zone dalla corrente debole; è diffuso nel bacino dell'Orinoco e del Rio Negro.

## Descrizione
Presenta un corpo alto e compresso lateralmente; non supera i 20 cm. La colorazione, pur mantenendosi sempre su toni del marrone-verdastro, cambia con la crescita: gli esemplari giovanili sono attraversati da numerose fasce scure verticali che tendono a sbiadire nell'esemplare adulto, con l'eccezione della fascia in posizione del peduncolo caudale. Il dimorfismo sessuale è poco evidente.
Nel 2015 è stata descritta una nuova specie di Heros, Heros liberifer, i cui esemplari erano in passato ritenuti essere H. severus. H. severus si distingue da H. liberifer grazie alle labbra più spesse, alla presenza di una fascia verticale interrotta nella seconda metà del corpo, e al colore dell'occhio, che è marrone-rossastro invece che rosso acceso.

## Biologia

### Comportamento
Diventa territoriale durante il periodo riproduttivo.

### Alimentazione
È onnivoro e si nutre sia di invertebrati (insetti, zooplancton) che di alghe e detrito organico.

### Riproduzione
Prima della descrizione di H. liberifer, si riteneva che H. severus incubasse gli avannotti oralmente, ma ciò era dovuto alla confusione tra le due specie. Si riproduce facilmente in cattività.